# CyberLeninka

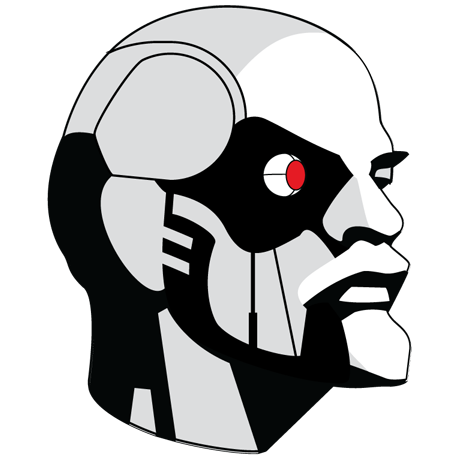
Logo de CyberLeninka

CyberLeninka (en ruso КиберЛенинка) es una biblioteca digital de Rusia de contenido en acceso abierto.

## Descripción
Se trata de una página web rusa que actúa como repositorio digital de artículos académicos en acceso abierto, parte de ellos con licencia libre Creative Commons. Fundada en 2012, se trata de una organización sin ánimo de lucro de carácter privado, en la que la mayor parte del material que ofrece se encuentra en idioma ruso. Habría pasado de tener unas 350 revistas en 2014 a unas 990 en 2016. Su nombra está inspirado en la Biblioteca Estatal de Rusia, antaño «Biblioteca Lenin» y conocida coloquialmente como «Leninka».